# Quando...
Quando... è una raccolta di brani di Luigi Tenco riletti da numerosi cantanti e gruppi musicali.

## Tracce
1. Gino Paoli - Quando
2. Roberto Vecchioni - Lontano, lontano
3. Loredana Bertè - Ragazzo mio
4. Alice - Se sapessi come fai
5. Gang - Vedrai, vedrai
6. Tiziana Ghiglioni - Triste sera
7. Cristiano De André - Un giorno dopo l'altro
8. Stefano Belluzzi - Ho capito che ti amo
9. Pierangelo Bertoli - Io sì
10. Ornella Vanoni - Se stasera sono qui
11. Eugenio Finardi - Ciao amore, ciao
12. Nomadi - Mi sono innamorato di te (live 1992)
13. Luigi Tenco - Più m'innamoro di te
14. Luigi Tenco - Serenella